# Game show
Game show ou concurso de televisão é um gênero de programa de televisão onde pessoas comuns ou celebridades, em equipes ou não, participam de uma disputa de prêmios, submetendo-se a provas que podem incluir testes de conhecimento e provas físicas. Entre os prêmios comuns estão quantias de dinheiro, casas, carros, motos, eletrodomésticos, viagens e vales-compras em lojas específicas - prêmios geralmente oferecidos pela empresa patrocinadora do programa. Muitos dos game shows atuais da televisão são adaptações de atrações semelhantes transmitidas pelo rádio.
Não são considerados game shows ou concursos os programas que tenham por objetivo de revelar cantores calouros, pois eles trazem em sua essência uma disputa de talentos avaliados pelo público ou por jurados, e não um jogo com regras exatas como propõe o game show. Estes geralmente se enquadram ao gênero de programas de auditório.
Os game shows, cujas provas consistem normalmente num conjunto de perguntas e respostas, são também designados por quiz shows.

## Por país

### Estados Unidos
Os game shows americanos tendem a contratar concorrentes mais fortes do que seus colegas britânicos ou australianos. Muitos dos concorrentes de game show de maior sucesso na América provavelmente nunca seriam escalados para um game show britânico ou australiano por medo de dominá-lo, de acordo com Mark Labbett, que apareceu nos três países do game show The Chase.

### Brasil

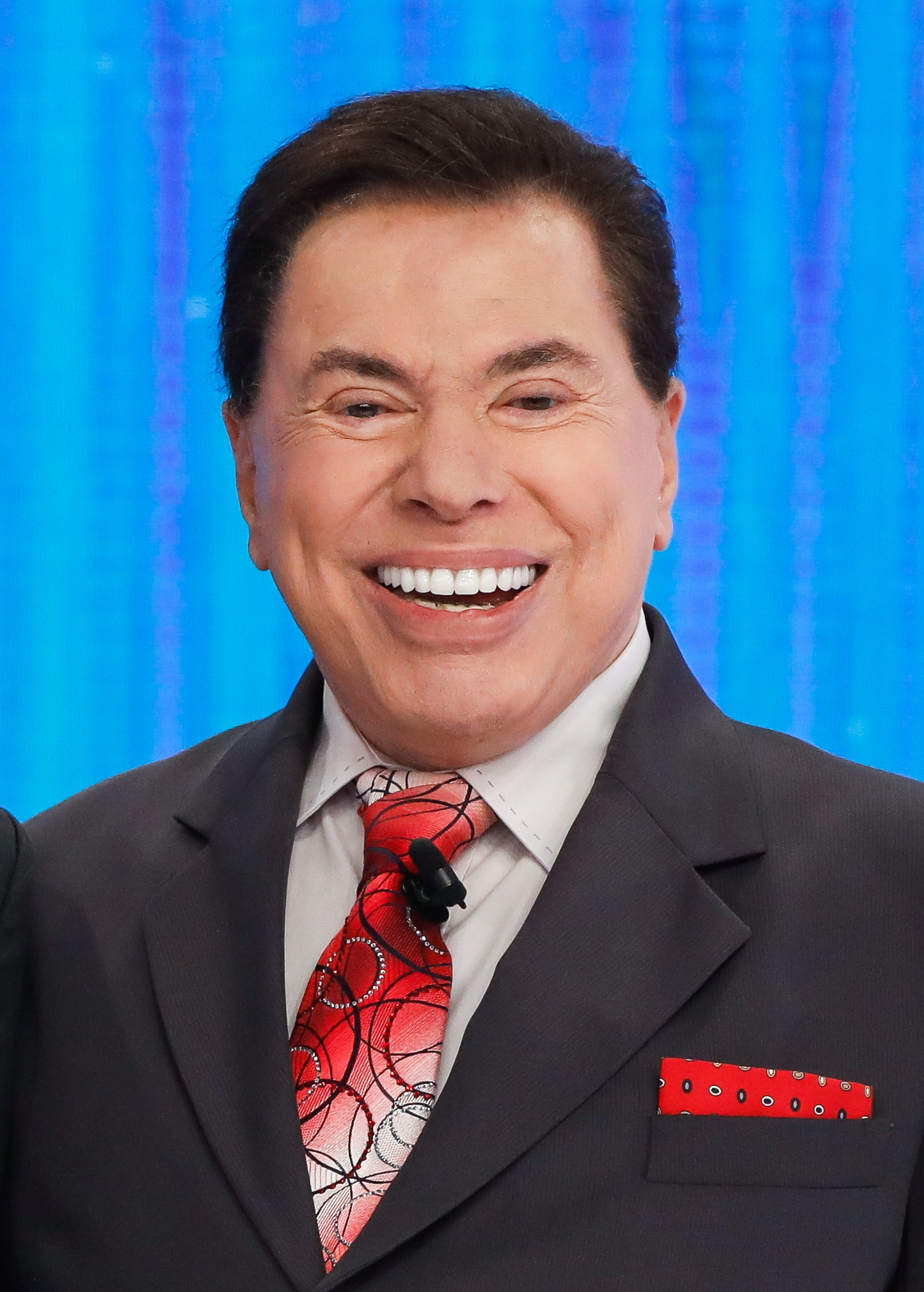
Silvio Santos

No Brasil, os game shows são muito difundidos, em grande parte no Sistema Brasileiro de Televisão (SBT), que era comandado por Sílvio Santos. No entanto, todas as grandes emissoras do país apresentam ou apresentaram programas do gênero em algum momento de sua história.

#### TV Globo
Na TV Globo, foram exibidos,Conexão Xuxa, de Xuxa Meneghel, que mesclava provas físicas e de conhecimentos gerais. Ponto a Ponto foi exibido em 1996, durante cerca de seis meses, marcado por gincanas de provas radicais. Foi comandado pelos apresentadores Ana Furtado, Márcio Garcia e Danielle Winits. Vídeo Game, quadro do programa Vídeo Show, foi apresentado por Angélica. Consistia em uma gincana de provas entre artistas da emissora sobre a história da própria. Vídeo Game de Verão foi uma versão alternativa do programa original Vídeo Game exibido pela Rede Globo. Apresentado pelo apresentador André Marques. No ano de 2021, esteve no ar o Zig Zag Arena, em formato de gincana, mas que ficou pouco tempo no ar. Foram exibidos dentro do programa Caldeirão do Huck e, atualmente, no Domingão com Huck, em temporadas, os game shows The Wall, Quem Quer Ser um Milionário? e Pequenos Gênios.

#### Record
A Rede Record exibiu a versão nacional do programa PokerFace, O Jogador. Apresentado por Ana Hickmann e Britto Jr., O Jogador coloca pessoas comuns numa disputa de perguntas e respostas de conhecimentos gerais por um prêmio de cinquenta mil reais. No histórico da emissora está Roleta Russa, de Milton Neves, também de perguntas e respostas que, juntando o erro cometido com a falta de sorte, literalmente jogava os participantes "buraco abaixo". Também na Record, Gilberto Barros apresentou o Quarta Total, gincana variada entre famosos, e também o Domingo Show; e O Preço Certo, sob o comando do ator Juan Alba. Em 2024, estreou um programa com dinâmica bem semelhante ao Roleta Russa já exibido na emissora, o Acerte ou Caia, com Tom Cavalcante.

#### SBT
O SBT é a emissora brasileira com maior número de itens em seu histórico recente. Apenas apresentados pelo proprietário da emissora, Silvio Santos, estão Show do Milhão (anteriormente Jogo do Milhão), Family Feud, Roda a Roda, Pra Ganhar É Só Rodar, Topa ou Não Topa (que em uma temporada foi comandado por Roberto Justus), Você É Mais Esperto que um Aluno da Quinta Série?, Tentação, Qual é a Música?, Vinte e Um, Todos Contra Um, Bailando por um Sonho, Vamos Brincar de Forca e o Passa ou Repassa, que depois migrou para outras emissoras e contou com outros apresentadores. Mais antigamente, havia o Roletrando (que foi rebatizado anos mais tarde como Roda a Roda) e Mina de Ouro do Baú, igualmente apresentados pelo empresário. Passa ou Repassa, mistura de perguntas e respostas com gincana variada, foi comandado inicialmente por Silvio Santos e posteriormente por Gugu Liberato, Angélica e atualmente é apresentado por Celso Portiolli dentro do Domingo Legal. Também foram apresentados por Gugu, os game shows: Cidade contra Cidade (competição entre cidades brasileiras), Corrida Maluca, Nações Unidas e Play Game. Portiolli apresentou outros game shows na emissora, como Curtindo uma Viagem e Curtindo com Reais. Um outro programa de sucesso da emissora, Fantasia, também possuía diversos jogos dos quais os participantes, por telefone, participavam, com prêmios em dinheiro para quem obtivesse sucesso. O Fantasia teve, ao todo, 15 apresentadores diferentes nas quatro temporadas do programa. Foi apresentado por Silvio Santos, pelo narrador Silvio Luiz em uma temporada, e por Luís Ricardo, o programa Gol Show, que, recentemente, voltou ao ar dentro do Programa do Ratinho. Ainda no SBT, Roberto Justus apresentou o game show Um contra Cem, um jogo onde um participante enfrentava 100 pessoas no palco respondendo a perguntas sobre conhecimentos gerais.

#### Rede Bandeirantes
A Rede Bandeirantes apresentou, na década de 90, SuperMarket, gincana que se passava dentro de um supermercado, sob o comando de Ricardo Corte Real; Melhor de Todos, com Daniel Filho, um game show de perguntas e respostas onde os participantes que não acertavam eram eliminados do jogo. Nos anos 2000, a Band transmitiu A Grande Chance, de Gilberto Barros, onde quatro equipes representando as cores verde, azul, amarela e vermelha se enfrentam em provas de conhecimentos gerais onde os prêmios eram duas motocicletas e um automóvel; o Na Pressão, apresentado pela atriz Jacqueline Dalabona, e, na década de 2010, Quem Fica em Pé? apresentado por José Luiz Datena. Em 2022, esteve no ar o 1001 Perguntas, com a apresentação de Zeca Camargo.

#### RedeTV!
A RedeTV! exibiu, em temporadas alternadas, o game Mega Senha, apresentado por Marcelo de Carvalho, cuja estreia foi em 2010 e a sua última temporada exibida entre 2023 e 2024. O Último Passageiro foi apresentado por Mario Frias, e três escolas inscritas disputavam uma viagem de formatura para o Club Med, em Itaparica, com tudo pago pela patrocinadora para 18 passageiros. Estação Teen, mistura de perguntas e respostas com gincana variada, foi comandado inicialmente por Dudu Surita e posteriormente por Restart. Receita Pop contava com duas duplas de chefs de cozinha anônimos que tinham de preparar um prato principal e uma sobremesa em 20 minutos, com apenas 20 reais em ingredientes, comprados por consumidores na rede de supermercados Carrefour. A dupla de chefs vencedora levava um ano de compras grátis. Após a sua reformulação, o Interligado, apresentado por Fabiana Saba, consistia inicialmente em dois trios, divididos nas cores verde e vermelho, onde todos os participantes teriam que passar por várias provas de agilidade, coragem e de conhecimentos gerais. A atração foi exibida até 2003. Entre 2019 e 2020, houve o retorno de Mário Frias à RedeTV!, para comandar o programa A Melhor Viagem!, competição entre jovens nos mesmos moldes de outro que Frias já apresentara na emissora, O Último Passageiro. O game O Céu É o Limite, com Marcelo de Carvalho no comando, teve uma primeira temporada exibida entre 2017 e 2018, e retornou ao ar em 2022. Em outubro de 2023, estreou o programa Ultra Show – rebatizado em 2024 como Ultraprêmio Show –, com Geraldo Luís, de perguntas e respostas concorrendo a prêmios em dinheiro. Após o fim da última temporada do Mega Senha em 2024, estreou, em agosto, o game Mega Sonho, também com Marcelo de Carvalho, ocupando as noites de sábado da RedeTV!. As provas e dinâmicas desse programa são similares às do Mega Senha, além de terem alguma semelhança com as do O Céu É o Limite.

#### TV Cultura
A TV Cultura exibiu um dos primeiros game shows do Brasil: É Proibido Colar, entre 1981 e 1983. Em 2013 foi transmitida a versão moderna do Quem Sabe, Sabe!. Atualmente é exibido um game show com bonecos manipulados chamado Tá Certo?.

#### Esporte Interativo BR
A emissora tem sinal aberto em algumas cidades brasileiras e exibe atualmente um game show cujo objetivo é testar o conhecimento sobre o time do coração, o Fanáticos Game Show.

### Portugal
Em Portugal existe uma série de concursos televisivos, do género quiz show, transmitidos nos canais em sinal aberto. Exemplos na RTP, O Preço Certo e Jogo Duplo; na SIC, Dia em Grande, Pulsações, A Roda da Sorte, Quando o Telefone Toca, Todos em Linha, Prémio de Sonho e na TVI, Quem Quer Ganha, Apanha se Puderes, Agora É que Conta, Dá Cá Mais 5, The Money Drop, Ver P'ra Crer, Mental Samurai entre outros.
1. Elemento de lista numerada

#### Programas transmitidos
| Canal | Programa |
| ----- | --- |
| RTP1  | O Preço Certo, Joker, Brainstorm, Quem Quer Ser Milionário?, Jogo Duplo, Sabe mais do que um Miúdo de 10 Anos?, O Elo Mais Fraco, The Big Picture, Sabe ou Não Sabe, Quem Quer Ser Milionário? - Alta Pressão. |
| SIC   | Vale Tudo, Salve-se Quem Puder, Shark Tank, Prémio de Sonho, A Roda da Sorte. |
| TVI   | Apanha se Puderes, Mental Samurai, The Money Drop, Quem Quer Ganha. |

## Ver Também
- Reality show
- Talent show